# Fenyőgalóca
A fenyőgalóca (Amanita gilbertii) a galócafélék családjába tartozó, Európában honos, homokos talajú fenyvesekben élő, nyersen mérgező gombafaj. 

## Megjelenése
A fenyőgalóca kalapja 6-15 cm széles, alakja eleinte domború, majd széles domborúan, majdnem laposan kiterül, ritkán kissé benyomott lehet. Széle ritkásan bordázott, fiatalon burokcafrangok lehetnek rajta. Színe fiatalon fehér, majd piszkosfehér, idősen halvány okkeres vagy vajsárgás. Burokmaradványai nagyok, hártyásak, sokáig a kalaphoz tapadnak és nem mindig észrevehetőek, számuk ritkán haladja meg a hármat. A kalapbőr lehúzható. 
Húsa vastag, tömör, színe fehér. Íze és szaga nem jellegzetes.  
Sűrű lemezei csak érintik a tönköt. A féllemezek rövidek. Színük fehér, fehérokkeres, esetleg vöröses árnyalattal.
Tönkje 8-20 cm magas és 2-3 cm vastag. Alakja erőteljes, töve kissé megvastagodott, répaszerűen gyökerező. Színe fehér, felülete sima. Gallérja nagy, hártyás, a tönkön magasan helyezkedik el, idős korig megmaradó; színe fehér, széle felül rovátkolt. A törékeny, fehér bocskor hártyaszerűen a répaszerűen megvastagodott tönkaljra simul, gyakran a föld alatt marad. 
Spórapora fehér. Spórája megnyúlt vagy hengeres, amiloid, mérete 11 - 15 × 9 - 12 µm. 

### Hasonló fajok
A gyilkos galóca, a szürke galóca, a fehér galóca hasonlíthat hozzá.  

## Elterjedése és termőhelye
Európában honos, inkább délnyugaton, a mediterrán régióban fordul elő. Magyarországon nagyon ritka.
Homokos talajú vagy tengerparti erdőkben él, többnyire fenyők, ritkábban lombos fák (tölgy, gesztenye) alatt. 
Nyersen mérgező. Méreganyaga forrázás hatására lebomlik, de a mérgező fajokkal való összetéveszthetősége miatt fogyasztása nem ajánlott.  

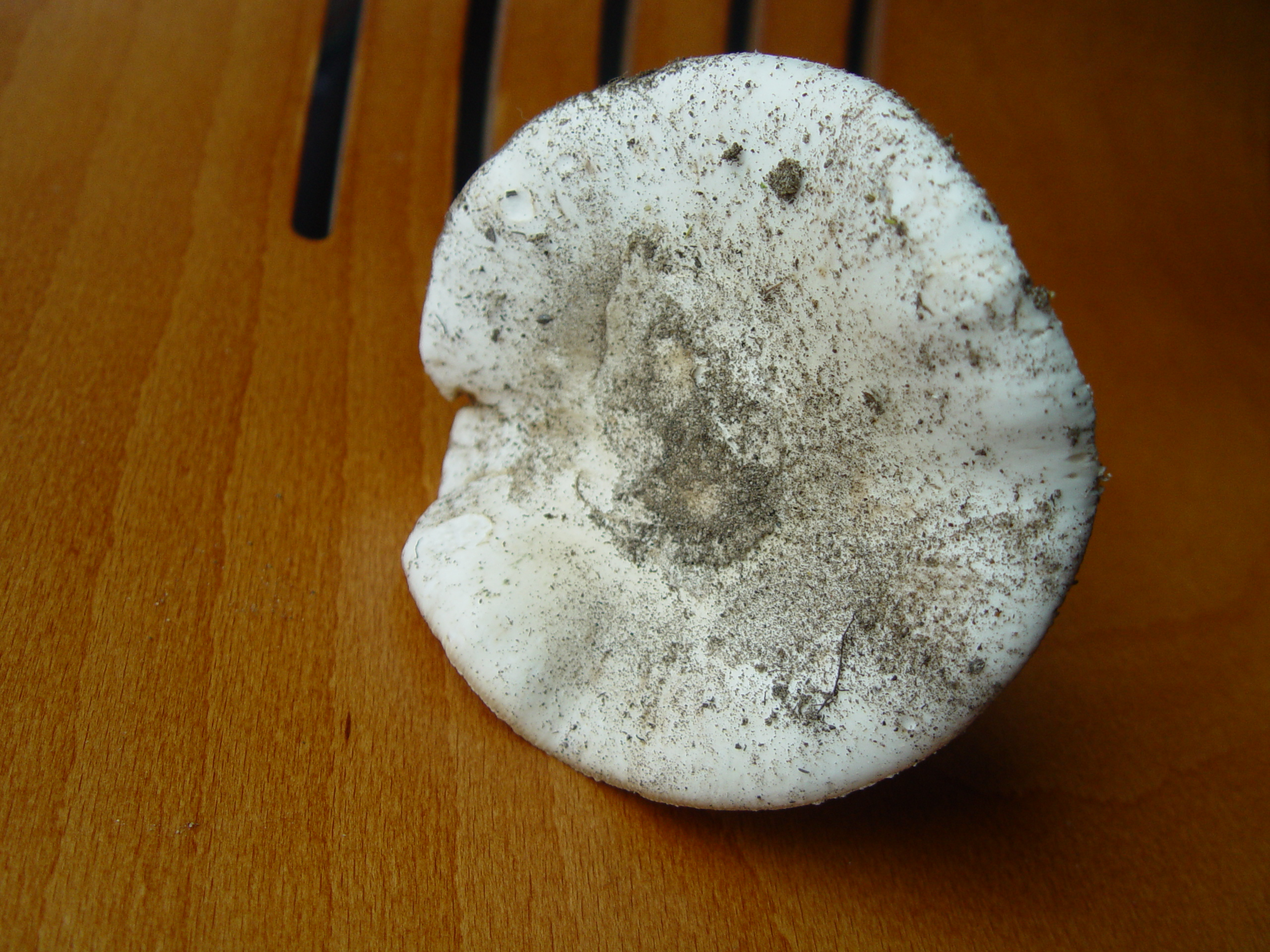
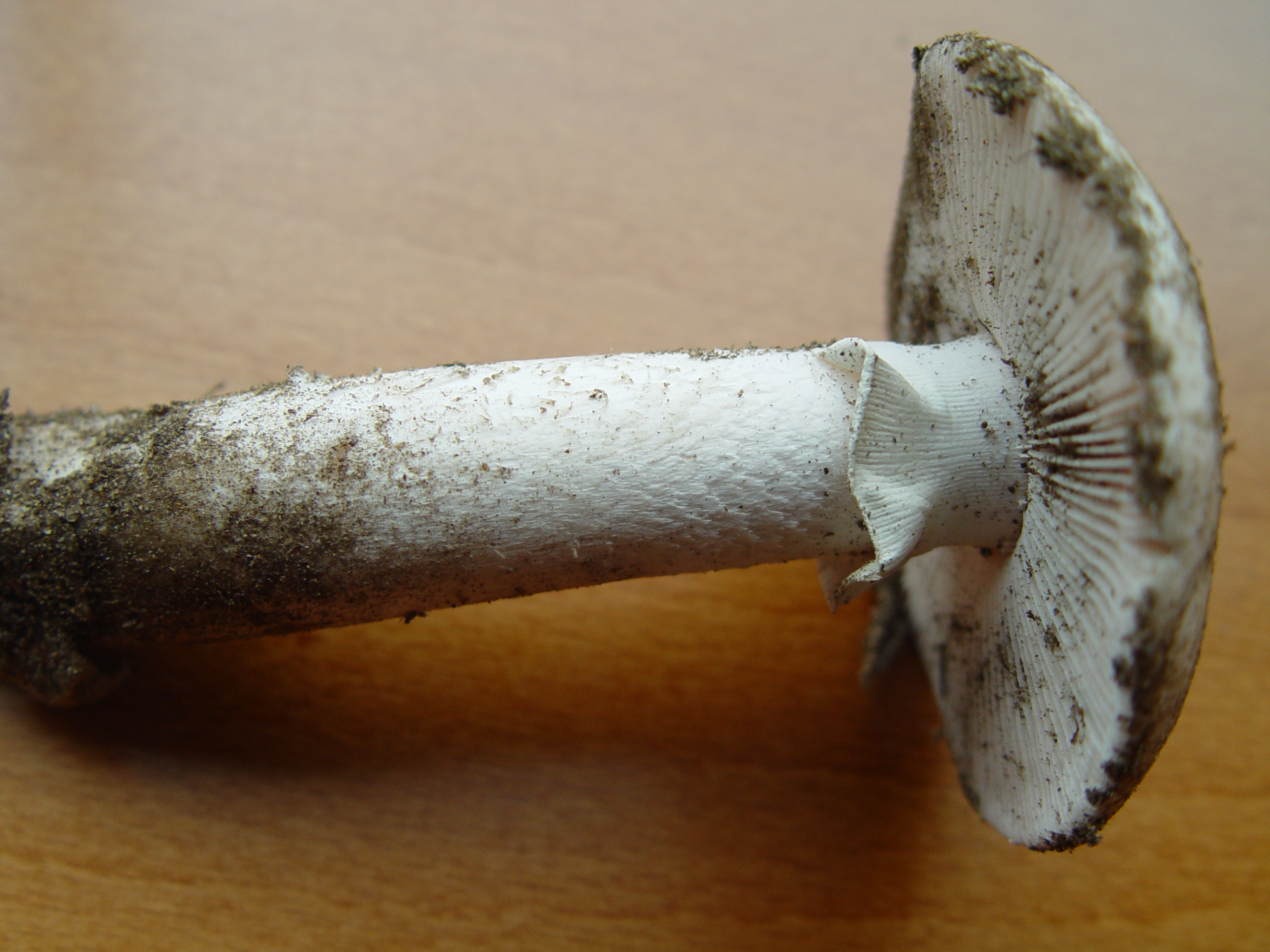